# Somatotropin-Rezeptor
Der Somatotropin-Rezeptor (GHR, englisch growth hormone receptor) ist das Protein in der Zellmembran von Wirbeltieren, an das das Hormon Somatropin (Somatotropin, STH, GH), ein Wachstumsfaktor, bindet. Der Rezeptor gehört zu den Zytokinrezeptoren. Seine Hauptwirkungen sind die Aktivierung eines JAK-STAT-Signalwegs, der Expression von insulinähnlichem Wachstumsfaktor 1 und die Bindung an die Tyrosinkinase-gekoppelten Rezeptoren SHP-2. Diese bewirken in der Wachstumsphase das allgemeine und das Längenwachstum und den Fettabbau des Körpers. Mutationen im GHR-Gen können zu Somatropin-Resistenz und diese zu einer Form des Kleinwuchses, dem Laron-Syndrom führen.
GHR wird beim Menschen vor allem in Leber und Skelettmuskeln produziert. Drei der vier GHR-Isoformen sind Transmembranrezeptoren, die lösliche Isoform wird als Somatropin-bindendes Protein (GHBP, englisch growth hormone binding protein) bezeichnet. Ihr fehlt die zytoplasmatische Domäne, und durch reversible Bindung an Somatropin fungiert sie als Puffer für dieses Hormon im Blutplasma.